# Diospyros hasseltii
Diospyros hasseltii är en tvåhjärtbladig växtart som beskrevs av Heinrich Zollinger. Diospyros hasseltii ingår i släktet Diospyros och familjen Ebenaceae. Inga underarter finns listade i Catalogue of Life.